# 沃洛德米里夫卡 (赫米利尼克区)
49°43′44″N 27°51′3″E / 49.72889°N 27.85083°E
沃洛德米里夫卡（羅馬化：Volodymyrivka）是烏克蘭的村落，位於該國西南部文尼察州，由赫梅利尼克區負責管轄，始建1928年，面積0.86平方公里，海拔高度280米，2001年人口171。